# 堀内龍明
堀内 龍明（ほりうち たつあき、1871年2月12日（明治3年12月23日） - 1938年（昭和13年）10月1日）は、大日本帝国陸軍軍人。最終階級は陸軍少将。位階および勲等、軍功は従四位・勲三等・功四級。

## 経歴・人物
静岡県出身。1896年（明治29年）陸軍士官学校第7期卒業。1907年（明治40年）陸軍大学校第19期卒業。
1916年（大正5年）8月に堺連隊区司令官、1918年（大正7年）1月に陸軍歩兵大佐を経て、同年7月に歩兵第44連隊長（第11師団、歩兵第22旅団）に任官し、シベリア出兵に参戦。
その後、1922年（大正11年）8月に陸軍少将に昇進と同時に待命、翌年の1923年（大正12年）3月に予備役に編入した。